# Stanislaw Alexejewitsch Moltschanow

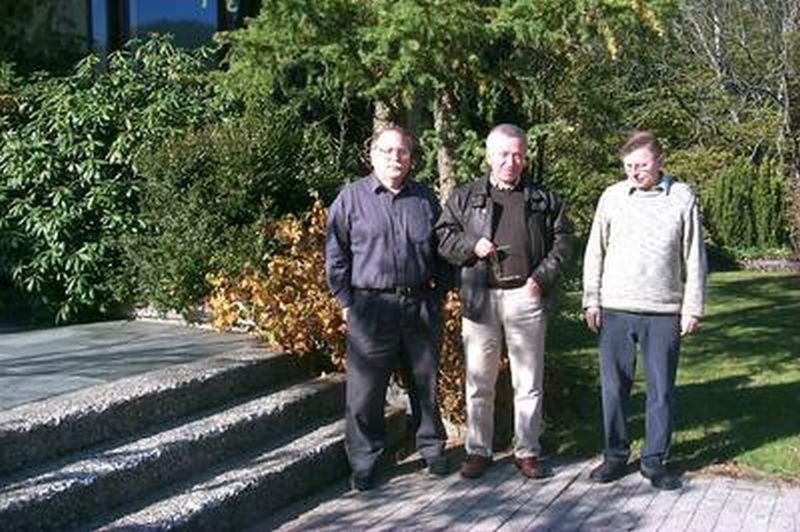
Von links: Charles Newman, Stanislav Molchanov, Jürgen Gärtner, Oberwolfach 2003

Stanislaw Alexejewitsch Moltschanow (russisch Станислав Алексеевич Молчанов, englische Transkription Stanislav Molchanov; * 21. Dezember 1940 in Snetinowo, Oblast Iwanowo) ist ein russischer Mathematiker.
Moltschanow studierte ab 1958 an der Lomonossow-Universität Mathematik mit dem Abschluss bei Eugene Dynkin 1963, bei dem er auch 1967 promoviert wurde (Einige Probleme in der Theorie der Martin-Ränder (Russisch)). Seine Habilitation (russischer Doktortitel) erfolgte 1983 (Spektraltheorie von Zufallsoperatoren (Russisch)). 1966 wurde er Dozent in der Abteilung Wahrscheinlichkeitstheorie und Mathematische Statistik der Lomonossow-Universität, an der er 1971 Professor wurde und 1988 eine volle Professur erhielt. 1990 ging er in die USA und war Gastprofessor an der University of California, Irvine und der University of Southern California, bevor er 1994 Professor an der University of North Carolina in Charlotte wurde. 
Er war unter anderem Gastprofessor an der Internationalen Schule für Wahrscheinlichkeitstheorie in St. Flour, an der Ruhr-Universität Bochum, der ETH Zürich, der EPFL Lausanne, der TU Berlin, in Paris (Universität Paris IV und VI), Ottawa, Rom, Santiago de Chile, am Isaac Newton Institute und Bielefeld.
Er befasst sich mit dem geometrischen Zugang zu Markow-Prozessen (Martin-Ränder, Diffusion auf Riemannschen Mannigfaltigkeiten), Spektraltheorie (Lokalisierung in zufälligen Medien, Spektrum von Differentialoperatoren auf Riemannschen Mannigfaltigkeiten) und physikalischen Prozessen in ungeordneten Medien (Mittelung, Intermittenz, Anwendungen in Geophysik, Astrophysik, Ozeanographie) und Wellen in periodischen und ungeordneten Medien mit Anwendungen in der Optik sowie Quanten-Graphen.
Mit I. Goldsheid und L. Pastur bewies er 1977 Lokalisierung im Anderson-Modell in einer Dimension und mit Michael Aizenman für große Kopplungskonstante und Energien nahe dem Rand des Spektrums.
1990 war er eingeladener Sprecher auf dem Internationalen Mathematikerkongress in Kyoto (Localization and Intermittency: new results). 2012 wurde er Fellow der American Mathematical Society.

## Schriften
- Диффузионные процессы и риманова геометрия. In: Успехи математических наук. Band 30, Nr. 1 = Nr. 181, 1975, S. 3–59, (Digitalisat; englisch: Diffusion processes and Riemannian Geometry. In: Russian Mathematical Surveys. Band 30, Nr. 1, 1975, S. 1–63, doi:10.1070/RM1975v030n01ABEH001400).
- mit Yakow B. Zeldovich, Aleksandr A. Ruzmaikin, Dmitrii D. Sokolov: Intermittency, diffusion and generation in a non-stationary Random Medium. In: Soviet Scientific Reviews. Section C: Mathematical Physics Reviews. Band 7, 1988, S. 1–110, (Neudruck: (= Reviews in Mathematics and Mathematical Physics. 15, 1). Cambridge Scientific Publishers, Cambridge 2015, ISBN 978-1-908106-41-4).
- mit Jürgen Gärtner: Parabolic problems for the Anderson model. I. intermittency and related topics. In: Communications in Mathematical Physics. Band 132, Nr. 3, 1990, S. 613–655, doi:10.1007/BF02156540.
- Ideas in the theory of Random Media. In: Acta Applicandae Mathematicae. Band 22, Nr. 2/3, 1991, S. 139–282, doi:10.1007/BF00580850.
- mit Dominique Bakry, Richard D. Gill: Lectures on probability theory. Ecole d’Eté de Probabilités de Saint-Flour XXII – 1992 (= Lecture Notes in Mathematics. 1581). Springer, Berlin u. a. 1994, ISBN 3-540-58208-8.
- mit René A. Carmona: Parabolic Anderson problem and intermittency (= Memoirs of the American Mathematical Society. 518). American Mathematical Society, Providence, RI 1994, ISBN 0-8218-2577-1.
- Topics in statistical oceanography. In: Robert J. Adler, Peter Müller, Boris L. Rozovskii (Hrsg.): Stochastic Modeling in Physical Oceanography (= Progress in Probability. 39). Birkhäuser, Boston MA u. a. 1996, ISBN 0-8176-3798-2, S. 343–381.
- als Herausgeber mit Wojbor A. Woyczynski: Stochastic Models in Geosystems (= The IMA Volumes in mathematics and its Applications. 85). Springer, New York u. a. 1997, ISBN 0-387-94873-2.
- Multiscale averaging for ordinary differential equations. In: Viktor Berdichevsky, Vasilii Jikov, George Papanicolaou (Hrsg.): Homogenization. In Memory of Serguei Kozlov (= Series on Advances in Mathematics for Applied Sciences. 50). World Scientific, Singapur u. a. 1999, ISBN 981-02-3096-6, S. 316–397.
- mit Gérard Ben Arous, Leonid V. Bogachev: Limit theorems for sums of random exponentials. In: Probability Theory and Related Fields. Band 132, Nr. 4, 2005, S. 579–612, doi:10.1007/s00440-004-0406-3.
- mit Gérard Ben Arous, Alejandro F. Ramírez: Transition from the annealed to the quenched asymptotics for a random walk on random obstacles. In: Annals of Probability. Band 33, 2005, Nr. 6, S. 2149–2187, doi:10.1214/009117905000000404.
- mit Boris Vainberg: Transition from a network of thin fibers to the quantum graphs: an explicitly solvable model. In: Gregory Berkolaiko, Robert Carlson, Stephen A. Fulling, Peter Kuchment (Hrsg.): Quantum Graphs and Their Applications (= Contemporary Mathematics. 415). American Mathematical Society, Providence RI 2006, ISBN 0-8218-3765-6, S. 227–239.
- mit Jürgen Gärtner, Wolfgang König: Geometric characterization of intermittency in the parabolic Anderson model. In: Annals of Probability. Band 35, Nr. 2, 2007, S. 439–499, doi:10.1214/009117906000000764.
- mit Boris Vainberg: Scattering solutions in networks of thin fibers: small diameter asymptotics. In: Communications in Mathematical Physics. Band 273, Nr. 2, 2007, S. 533–559, doi:10.1007/s00220-007-0220-8.
- mit Frank den Hollander, Ofer Zeituni: Random media in Saint Flour. Springer, Berlin u. a. 2012, ISBN 978-3-642-32948-7.
- mit Leonid Koralov, Boris Vainberg: On mathematical foundation of the Brownian motor theory. In: Journal of Functional Analysis. Band 267, Nr. 6, 2014, S. 1725–1750, doi:10.1016/j.jfa.2014.06.009, arXiv.
- mit Leonid Pastur, Elijah Ray: Examples of Random Schroedinger-type operators with non-Poissonian spectra. In: Markov Processes and Related Fields. Band 21, Nr. 3, 2015, S. 713–749.